# Museum Cheb

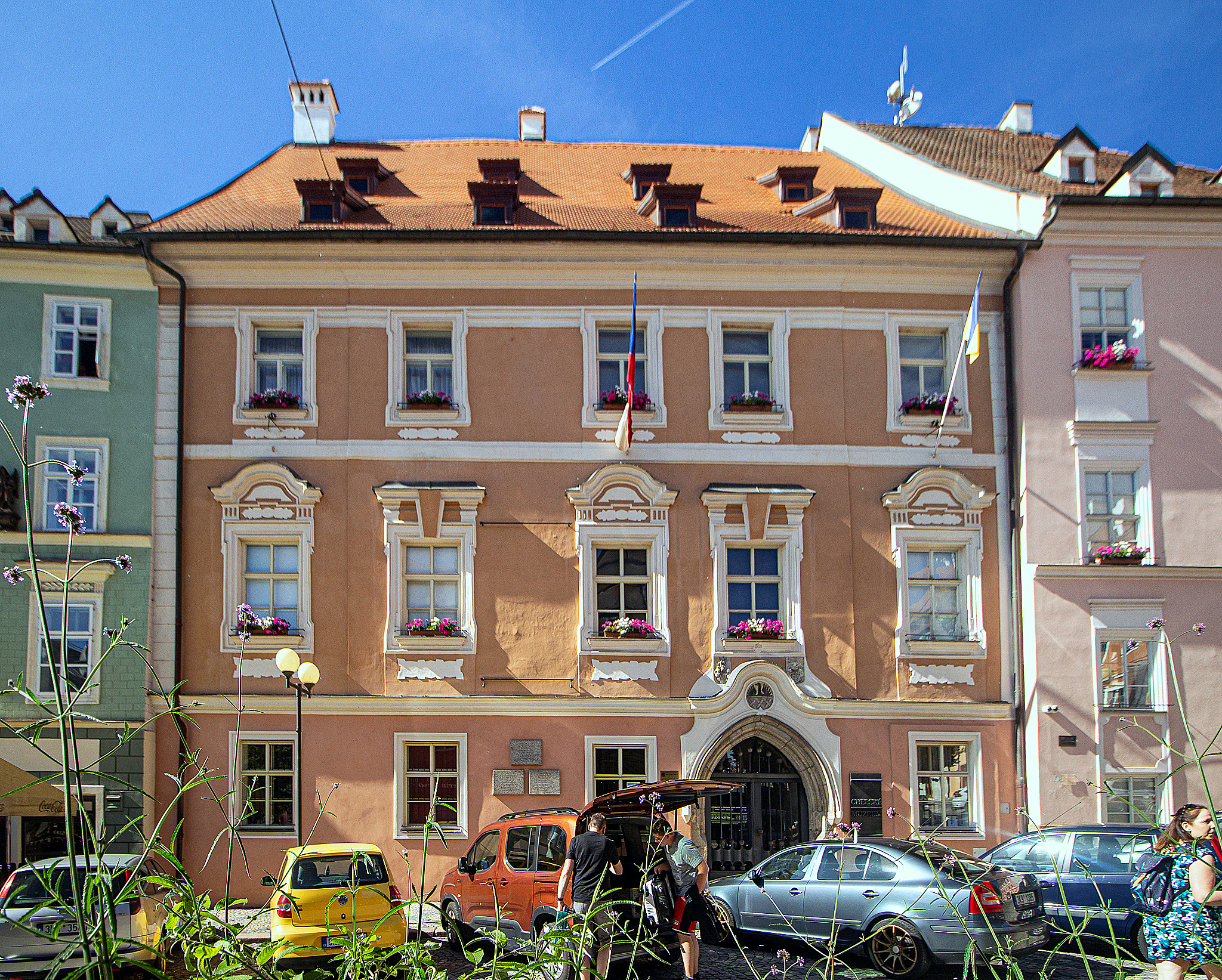
Das Hauptgebäude des Museums am Ringplatz

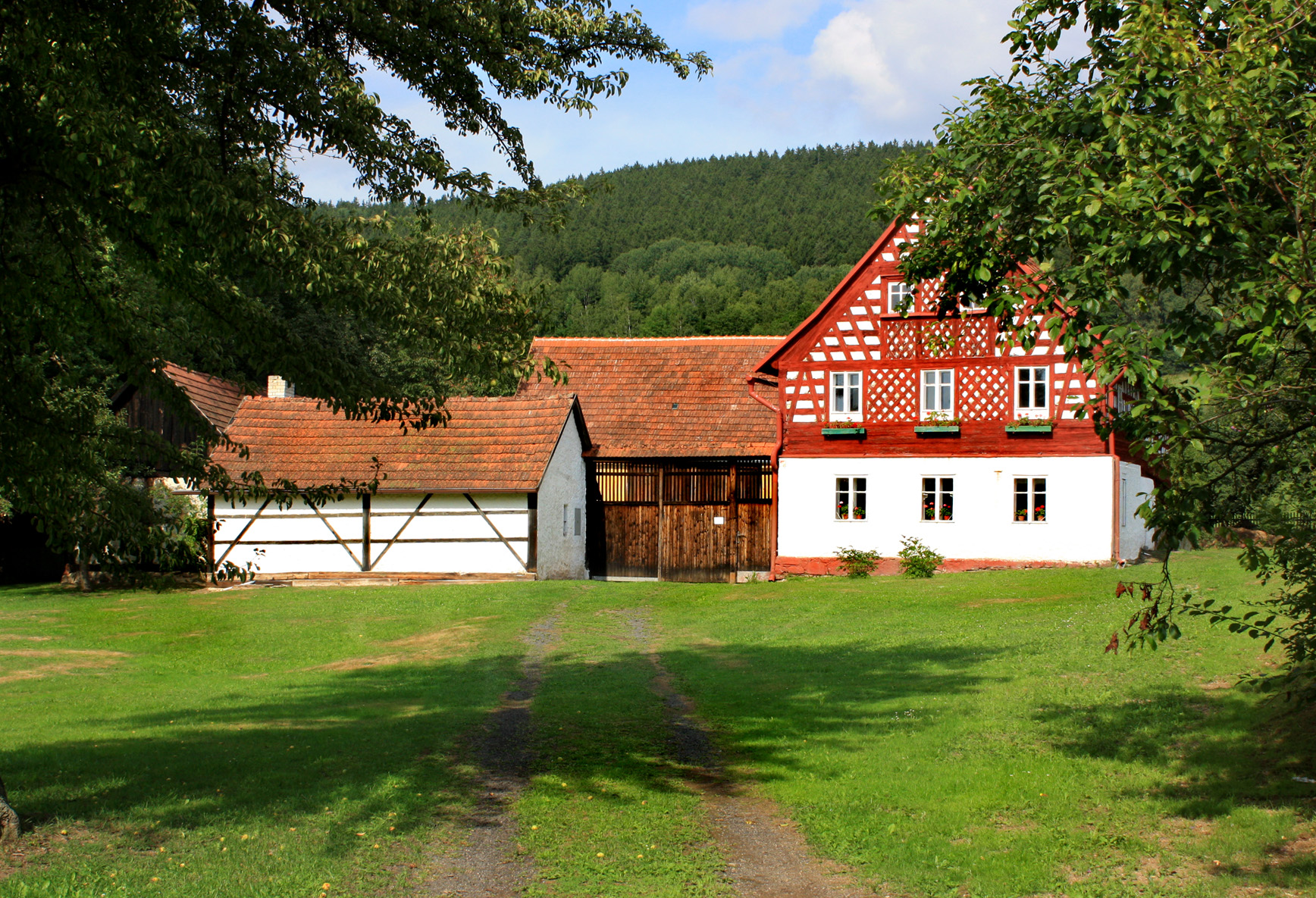
Museumshof in Milíkov

Das Museum Cheb (tschechisch: Muzeum Cheb) ist ein Museum in der Stadt Cheb (deutsch: Eger). Träger ist die Karlsbader Region. Es befindet sich an der Nordseite des Marktplatzes (Ringplatz) in einem Bürgerhaus, das auch „Stadthaus“, „Junckerhaus“ oder „Pachelbelhaus“ genannt wird. Es hat die Adresse náměstí Krále Jiřího z Poděbrad 492/3.

## Geschichte
Das Durchgangs-Haus zwischen Ringplatz (Marktplatz) und Schulgasse mit einer Durchgangshalle aus der Zeit der Gotik mit Kreuzgewölben wurde 1390 erstmals in einer Urkunde erwähnt. Anfang des 15. Jahrhunderts erfolgte ein Neubau als Vierflügelanlage um einen quadratischen Hof mit zwei Fassaden zum Marktplatz und zum Kirchplatz bei der St.-Niklas Kirche. 1600 bis 1603 ließ der Besitzer Richard (Klement) Holdorff das Haupthaus zum Ringplatz im Stil der Spätrenaissance umbauen. Über dem Portal wurde neben dem Wappen der Vorbesitzer Greff das Wappen der Holdorff, einer wohlhabenden Familie aus Eger, angebracht.
1620 bis 1629 war das Gebäude im Besitz eines der vier evangelisch-lutherischen Bürgermeister Wolf Adam Pachelbel von Gehag (1599–1649). Er war 1620–1628 Bürgermeister der Stadt während des Dreißigjährigen Krieges (1618–1648). Das Haus kam nach der Vertreibung Pachelbels zu Beginn der Rekatholisierung der Stadt Eger in den Besitz der Stadt. Berühmt wurde es durch die Ermordung von Albrecht von Wallenstein, Oberbefehlshaber der kaiserlich-österreichischen Armee am 25. Februar 1634 in einem Zimmer des Gebäudeteiles zum Kirchplatz. In den Jahren 1625, 1630 (zweimal) und 1632 war es sein Wohnsitz bei vier Besuchsaufenthalten in Eger gewesen. Nach der Ermordung Wallensteins wurde es 1635 bis 1705 ein Wohnsitz des Ordens der Jesuiten, Eigentümer der Grundherrschaft Altkinsberg mit dem Schloss Altkinsberg. 1735 begannen die Umbauarbeiten als Wohnhaus des Stadtkommandanten zweier Infanterieregimenter, seit 1860 das k. und k. Infanterie-Regiment Nr. 73. Die Fassade wurde im Stil des Barock umgestaltet, das Eingangshallengewölbe erhielt einen Sternenhimmel (heute nicht mehr erhalten), die Holzvertäfelungen in den Stockwerken wurden entfernt, Stuckdecken entstanden, die 1906/1907 wieder entfernt wurden und das neue Treppenhaus im Vordertrakt mit gedrechselten Holzbalustern wurde eingebaut.
Daneben befanden sich 1850 auch Amtsräume der Stadtverwaltung im Rathaus im Pachelbel-Haus. Ab 1869 wurde in zwei rückwärts gelegenen Zimmern im ersten Stockwerk durch den Archivar und Bibliothekar Georg Schmidt (* 1844, verstorben 1885 auf dem Grünberg bei Eger) eine Sammlung zusammengetragen, die sich zum 1873 offiziell gegründeten Stadtmuseum entwickelte. 1907 wurde es erweitert um das Eckzimmer auf der Seite des Marktplatzes und durch zwei Zimmer im Mezzanin. Der rückwärtige Trakt wurde überwölbt und ein Sitzungssaal im zweiten Stockwerk neu errichtet. 1927 erfolgte die Angliederung der Sammlungen von Trachten, Gerätschaften, Gläsern und Bildern, ungefähr 1500 Objekte, welche der Stadtarzt Michael Müller (1849–1914) dem Museum der Stadt Eger vererbt hat.
Vom 27. April 1945 bis Mitte November 1945 war das Pachelbelhaus unter der Militärregierung der 3. amerikanischen Armee Schauplatz der Rettung der Museums- und Archivbestände durch den deutschen Archivar Heribert Sturm während der Vertreibung der Deutschen aus der Tschechoslowakei. Museum und Archiv wurden durch Jan Kubin (* 1900, verstorben 2000 in Eger) übernommen. Es ist seit 1958 ein geschütztes Kulturdenkmal.

## Museumsbestände
Das Stadtmuseum zeigt Exponate aus der Geologie und der historischen Entwicklung der Landschaft des Egerlandes und der Geschichte ihrer Bürger und Landwirte und gibt zahlreiche Veröffentlichungen heraus.
Es besitzt eine Sammlung zur Stadtgeschichte, zu Wallenstein und zum Dreißigjährigen Krieg. Ein kostbares Exponat ist das Egerer Antependium, eine romanische Stickerei des Klarissinnenklosters in Cheb. Eine weitere Besonderheit ist eine vergoldete Sonne, die ursprünglich eine Turmspitze von Burg Neuhaus an der Eger zierte und nach einer Fehde als Trophäe nach Cheb gelangte. 1913 erwarb das Museum eine kostbare Sammlung des Historikers Hermann Hallwich u. a. von Miniaturen aus Elfenbein. Etwa 1920 gelangte durch Erbschaft aus dem Nachlass des Arztes Michael Müller eine umfangreiche Sammlung von bäuerlichen Trachten, Gerätschaften, Gläsern und Bildern aus der Geschichte des Egerlandes in die Bestände.
In einem historischen Fachwerkhaus einer Landwirtsfamilie in Milíkov u Mariánských Lázní betreibt das Museum eine Außenstelle mit Ausstellung über das Leben auf dem Lande ab dem 19. Jahrhundert bis in die Gegenwart, als Ergänzung der Bestände im Pachelbelhaus.